# 무디 블루스

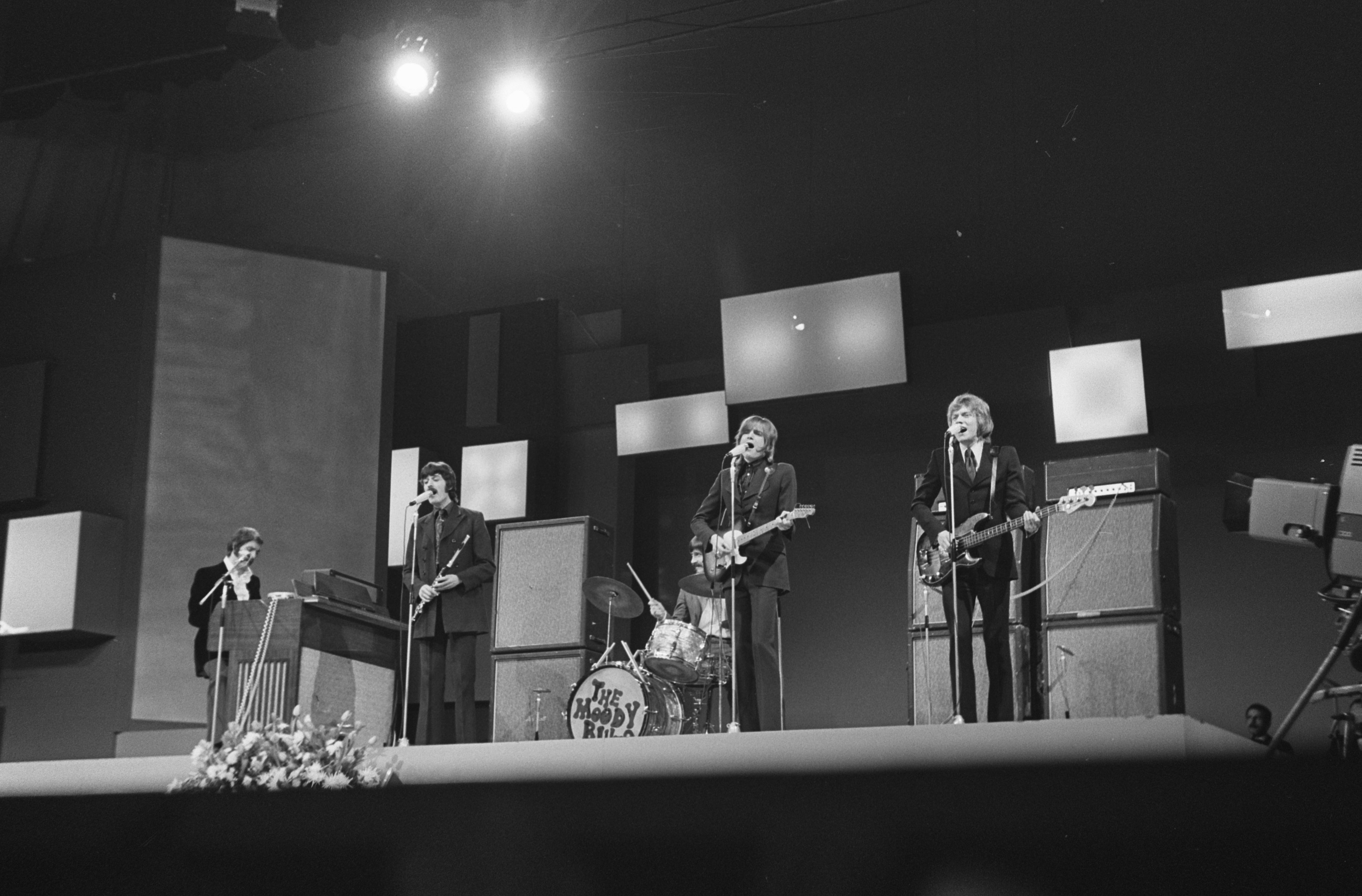
The Moody Blues (1969)

무디 블루스(The Moody Blues)는 1964년 버밍엄에서 결성된 영국의 록 밴드로서, 처음에는 키보디스트 마이크 핀더, 다중 악기 연주자 레이 토머스, 기타리스트 데니 레인, 드러머 그레임 에지, 베이시스트 클린트 워윅으로 구성되어 있다. 그 그룹은 리듬 앤 블루스 음악을 연주하는 것으로 유명해졌다. 그들은 음악가들을 약간 변화시켰지만 1970년대 초까지 대부분의 "고전 시대"를 함께 했던 파인더, 토머스, 에지, 기타리스트 저스틴 헤이워드, 베이시스트 존 로지의 라인업에 정착했다.
무디 블루스의 가장 성공적인 싱글로는 〈Go Now〉, 〈Nights in White Satin〉, 〈Tuesday Afternoon〉, 〈Question〉 그리고 〈Your Wildest Dreams〉가 있다. 이 밴드는 전 세계적으로 7천만 장의 음반을 판매했는데, 이 음반에는 18장의 플래티넘과 골드 LP가 포함되어 있다. 그들은 2018년에 로큰롤 명예의 전당에 헌액되었다.

## 음반 목록
- The Magnificent Moodies (1965, UK) / Go Now: The Moody Blues #1 (1965, US)
- Days of Future Passed (1967)
- In Search of the Lost Chord (1968)
- On the Threshold of a Dream (1969)
- To Our Children's Children's Children (1969)
- A Question of Balance (1970)
- Every Good Boy Deserves Favour (1971)
- Seventh Sojourn (1972)
- Octave (1978)
- Long Distance Voyager (1981)
- The Present (1983)
- The Other Side of Life (1986)
- Sur la Mer (1988)
- Keys of the Kingdom (1991)
- Strange Times (1999)
- December (2003)